# 16817 Ондерлічка
16817 Ондерлічка (16817 Onderlička) — астероїд головного поясу, відкритий 30 жовтня 1997 року.
Тіссеранів параметр щодо Юпітера — 3,490.